# 1790 dans les Pyrénées-Orientales
Chronologie des Pyrénées-Orientales
- 1786
- 1787
- 1788
- 1789
- 1790
- 1791
- 1792
- 1793
- 1794

Cette page recense des événements qui se sont produits durant l'année 1790 dans les Pyrénées-Orientales, en France.

## Naissances
- 6 mars, à Estagel : Jacques Arago, futur romancier, auteur dramatique et explorateur.

## Décès
- 9 décembre, à Ille-sur-Têt : Joseph d'Albert (né dans cette même ville en 1722), avocat, conseiller d'état, ancien lieutenant de police de Paris.